# Bálint Korpási
Bálint Korpási (Esztergom, 30 marzo 1987) è un lottatore ungherese, specializzato nella lotta greco-romana, 
campione iridato a Budapest 2016 nei 71 chilogrammi.

## Biografia
Grazie al secondo posto ottenuto al torneo preolimpico europeo di Budapest 2021 si è qualificato ai Giochi olimpici estivi di Tokyo 2020.

## Palmarès
- Mondiali

Budapest 2016: oro nei 71 kg.
Parigi 2017: bronzo nei 71 kg.
Budapest 2018: argento nei 72 kg.
Nur-Sultan 2019: bronzo nei 72 kg.
- Europei

Riga 2016: bronzo nei 71 kg.
Novi Sad 2017: oro nei 71 kg.
Kaspijsk 2018: bronzo nei 72 kg.
- Giochi europei

Baku 2015: argento nei 71 kg.

## Altre competizioni internazionali
2020
- Oro nei 72 kg nella Coppa del mondo individuale ( Belgrado)